# Orbview
Die Serie der Orbview-Satelliten wurde zu kommerziellen Zwecken von den US-amerikanischen Unternehmen Orbital Image Corporation und der Orbital Sciences Corporation entwickelt. Orbview-1 wurde 1995 gestartet und war weltweit der erste privat entwickelte und betriebene Erdbeobachtungssatellit.

## Die Orbview-Serie
- Orbview-1 wurde am 3. April 1995 mit einer Pegasus-H-Rakete gestartet. Er ist nicht mehr aktiv. Der in 740 km Höhe fliegende Satellit wurde hauptsächlich zur Beobachtung von Unwettern und Wettersystemen benutzt. Sein Sensor arbeitete im monochromatischen Bereich und besaß eine räumliche Auflösung von 10 km.
- Orbview-2 wurde 1997 mit einer Pegasus-XL-Rakete gestartet und war der erste Satellit, der täglich Farbaufnahmen von den Meeres- und Landesstrukturen aufnehmen konnte. Hauptnutzer war die NASA, die mit ihm versuchte, den Kohlendioxid-Kreislauf des Planeten zu verstehen und Erkenntnisse über die globale Erwärmung zu gewinnen. Anwendungsgebiete waren Fischereiwirtschaft, Küstenbeobachtung, Schifffahrt, Landwirtschaftsmanagement. Der in 705 km Höhe fliegende Satellit arbeitete im multispektralen Bildmodus mit 8 Kanälen und besaß eine räumliche Auflösung von 1 km. Seit Dezember 2010 ist der Erdbeobachtungssensor SeaWiFS (Sea Viewing Wide Field of View) ausgefallen. Nach mehreren Monaten weiterer Kontaktversuche erklärte die Betreiberfirma Mitte 2011 den Satelliten als Verlust.[1]
- Orbview-3 gelangte im Juni 2003 auf einer Pegasus-XL-Rakete auf seine 470 km hohe Umlaufbahn, die eine Neigung von 97° zur Äquatorebene besitzt. Der 365 kg schwere Satellit liefert hochaufgelöste (1 m panchromatisch, 4 m multispektral) Bilder über 5 Kanäle. Einsatzmöglichkeiten ergeben sich für Telekommunikation, Kartographie und Geodäsie, Öl- und Gasindustrie, Land- und Forstwirtschaft, Militär. Seit dem 4. März 2007 liefert der Satellit Bilder deutlich verschlechterter Qualität.
- Orbview-4 wurde am 21. September 2001 mit einer Taurus-2110-Rakete von Vandenberg gestartet, erreichte jedoch auf Grund einer Fehlfunktion der Trägerrakete keinen Orbit. Orbview-4 sollte hochaufgelöste (1 m panchromatisch, 4 m multispektral) Bilder liefern.
- Orbview-5 ist ein geplanter Satellit, der nach der Übernahme von Orbimage durch GeoEye auf den Namen GeoEye-1 umbenannt wurde.